# Chupa Chups
Chupa Chups [tʃupaˈtʃups] (von span. chupar = „schlecken; saugen“) ist ein spanischer Süßwarenhersteller, der sich auf Dauerlutscher spezialisiert hat und inzwischen auch Brausen anbietet. Er gehört heute zum italienisch-niederländischen Konzern Perfetti Van Melle.

## Geschichte

### Unternehmensgründung
Enric Bernat war von 1950 bis 1954 Inhaber seiner Süßwarenmanufaktur Productos Bernat. 1954 fusionierte dieses Unternehmen mit der größeren, jedoch in finanziellen Schwierigkeiten liegenden Granja Asturias, die unterschiedliche Produkte aus Äpfeln verarbeitete. Bernat erhielt 50 % des Unternehmens und schlug vor, sich auf ein Produkt zu spezialisieren. 1957 oder 1958 ging die Firma vollständig in sein Eigentum über und er konnte seine Pläne verwirklichen. Eine von ihm in Auftrag gegebene Studie stellte fest, dass Kinder die Hauptkonsumenten der Süßigkeiten waren, obwohl diese laut der Studie nicht kindgerecht entwickelt wurden, da die Kinder sich an den klebrigen Bonbons die Finger verschmierten. So entwickelte er Bonbons am Stiel (Lutscher) und ließ sich diese Idee patentieren. Das Unternehmen fokussierte sich fortan auf diese neuartige Süßigkeit und wurde 1964 in Chupa Chups umbenannt.

### Marktetablierung in den 1960er / 1970er Jahren
Chupa Chups wurde schnell erfolgreich. Die 1960er Jahre und insbesondere die 1970er waren von Innovationen geprägt. Bereits 1960 kaufte Bernat den Maschinenbauer Confipack S.A. auf und stellte in der Folge die handarbeitliche Produktion seiner Süßwaren auf Massenproduktion um. So erhielten die Dauerlutscher schließlich ihre gleichmäßig runde Form. Weitere Innovationen betrafen die Rezeptur der Süßwaren, so dass diese weniger klebrig, länger konservierbar und in verschiedenen Geschmacksrichtungen produziert wurden. Zudem investierte er in Marketing und Vertrieb, was Chupa Chups zum Marktführer in Spanien machte. 1969 wurde die erste Niederlassung im Ausland (in Bayonne, Frankreich) errichtet.

### Expansion 1980er / 1990er Jahre
Ende der 1970er Jahre und vor allem in den 1980ern weitete sich der Radius des Unternehmens weltweit aus. 1991 übernahm Enric Bernats Sohn Xavier das operative Geschäft. Die Tochterfirma Smint wurde 1994 gegründet. 1995 wurde ein Chupa-Chups-Lutscher auf die Raumstation Mir gebracht. Das Unternehmen beschäftigte 2003, im Todesjahr seines Gründers, 2.000 Angestellte und verkaufte in 170 Ländern vier Milliarden Lutscher und erzielte damit 500 Millionen Euro Umsatz, davon 90 % im Ausland.

### Verkauf an Perfetti Van Melle 2006

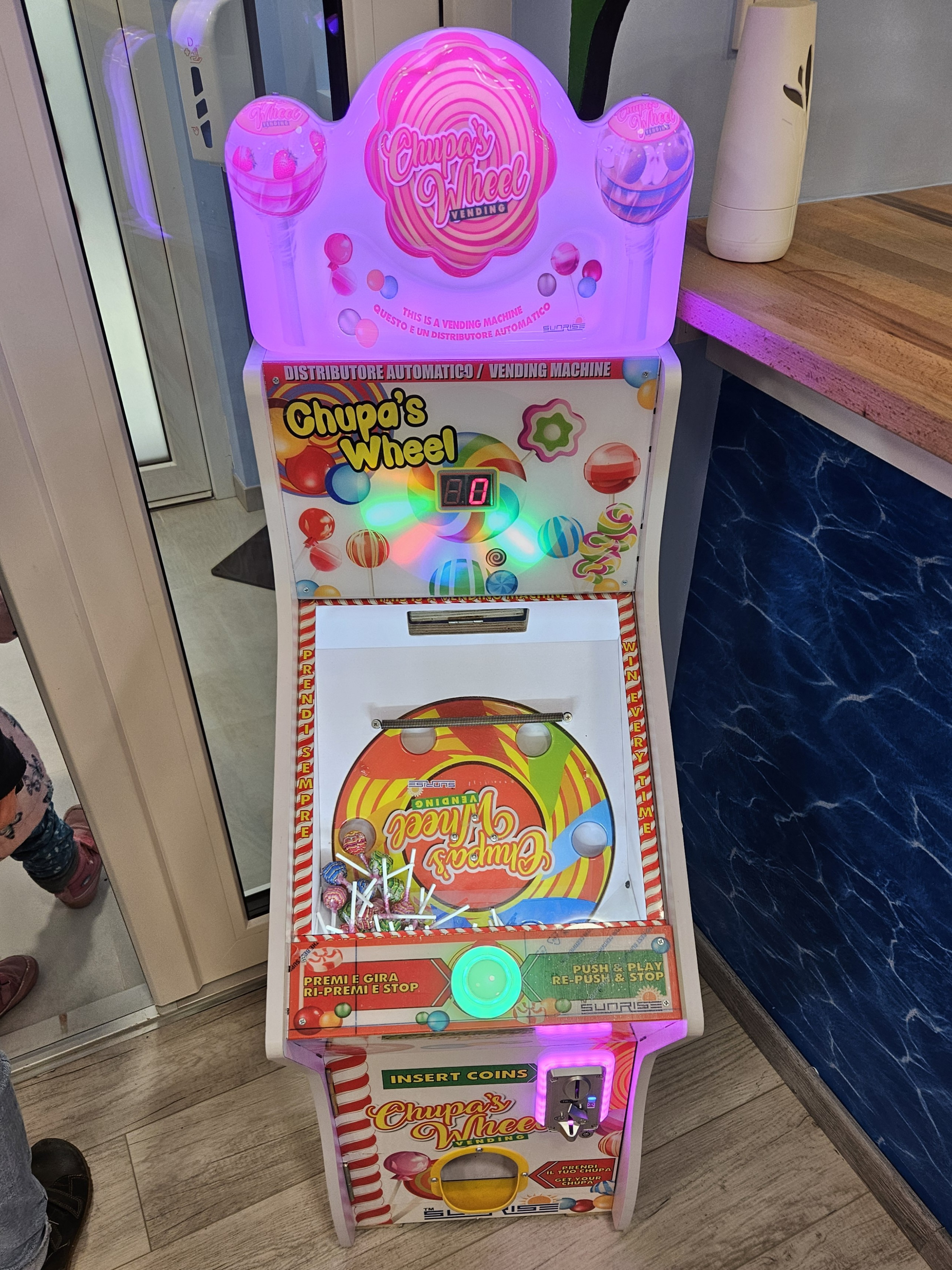
Chupa-Chups-Verkaufsautomat

Nachdem bereits seit 1996  eine strategische Allianz (Joint Venture) mit der italienisch-niederländischen Perfetti-Van-Melle-Gruppe, einem der weltweit größten Süßwarenhersteller, bestand, beschloss die katalanische Unternehmerfamilie Bernat im Juli 2006, den Mehrheitsanteil an Chupa Chups für rund 400 Mio. Euro an Perfetti Van Melle zu verkaufen.

## Logo
Das Chupa-Chups-Logo wurde Ende der 1960er Jahre von dem Surrealisten Salvador Dalí entworfen. Das erste Marketing war das Logo mit dem Slogan « És rodó i dura molt, Chupa Chups », was aus dem Katalanischen übersetzt „Es ist rund und langanhaltend“ heißt. Später wurden Berühmtheiten wie Madonna für Werbung bezahlt. In den 1980er Jahren wurde wegen der fallenden Geburtenraten mit dem Antirauchslogan „Rauch Chupa Chups“ versucht, auch erwachsene Konsumenten anzulocken.